# Tranum
Tranum is een plaats in de Deense regio Noord-Jutland, gemeente Jammerbugt. De plaats telt 461 inwoners (2008).